# Руководство по выживанию от Купера Барретта
«Руково́дство по выжива́нию от Ку́пера Ба́рретта» (англ. Cooper Barrett's Guide to Surviving Life) — американский ситком, созданный Джеем Лакопо. Премьера первого сезона из 13-и эпизодов состоялась 3 января на телеканале Fox, однако первый эпизод стал доступен онлайн 21 декабря 2015 года. Шоу рассказывает о Купере Барретте (Джек Катмор-Скотт), его друзьях и семье, исследуя то, через что мы все проходим, чтобы найти смысл жизни. 12 мая 2016 года сериал был закрыт.

## В ролях

### Основной состав
- Джек Катмор-Скотт в роли Купера Барретта
- Миган Рат в роли Келли Бишоп, соседки Купера, в которую он влюблён.
- Джеймс Эрл в роли Барри Сандела, соседа Купера по квартире, который постоянно попадает в неприятности.
- Чарли Сакстон в роли Нила Фиссли, соседа Купера по квартире, которому не везёт в любви.
- Лиза Лапира в роли Лесли Барретт, жены Джоша и матери двоих детей.
- Джастин Барта в роли Джоша Барретта, тридцатисемилетнего старшего брата Купера, у которого двое детей.

### Второстепенный состав
- Маршалл Манеш в роли Вёджила, домовладельца.
- Виктория Джастис в роли Рамоны Миллер, корпоративной акулы, которая становится подругой Келли.

## Отзывы критиков
«Руководство по выживанию от Купера Барретта» получил средние отзывы от критиков. На Metacritic держит 51 балл из ста на основе 14 рецензий. На Rotten Tomatoes сериал имеет 53% «свежести», что основано на 19 отзывах критиков со средним рейтингом 5,3/10. Критический консенсус сайта гласит: «„Руководство по выживанию от Купера Барретта“ выигрывает очки благодаря серьёзности и легкому прогрессивному уклону, однако недостаток остроумия и структуры в целом не позволяет шоу раскрыть свой потенциал».